# Tadeusz Woźniak (muzyk)
Tadeusz Wojciech Woźniak (ur. 6 marca 1947 w Warszawie, zm. 7 lipca 2024) – polski muzyk, kompozytor i piosenkarz.
Karierę muzyczną rozpoczął w 1965 od śpiewania w bigbitowym zespole Dzikusy. Od 1967 występował jako solista, śpiewał najczęściej melodyjne ballady własnej kompozycji, akompaniując sobie na gitarze. Jako wykonawca największe sukcesy odniósł pod koniec lat 60. i w latach 70. W 1967 zadebiutował jako kompozytor; pisał muzykę teatralną i filmową oraz tworzył spektakle muzyczne i musicale – skomponował muzykę do kilkuset piosenek, prawie 100 inscenizacji w teatrach dramatycznych, wielu przedstawień Teatru Telewizji, programów poetyckich i artystycznych oraz filmów dokumentalnych i animowanych. Piosenki z jego muzyką wykonywali m.in.: Elżbieta Adamiak, Michał Bajor, Anna Chodakowska, Bernard Ładysz, Marcin Bronikowski, Andrzej Poniedzielski, Krystyna Prońko, Zbigniew Wodecki, Wojciech Malajkat, Jolanta Majchrzak i Krzysztof Majchrzak.

## Życiorys
Urodził się jako najmłodszy z 11 dzieci Aleksandry i Stanisława Woźniaków. Miał sześć sióstr (Marię, Halinę, Annę, Irminę, Antoninę i Teresę) i czterech braci (m.in. Władysława i Stanisława). W dzieciństwie przez kilka lat uczył się gry na skrzypcach i przez cztery lata uczęszczał do Ogólnokształcącej Szkoły Baletowej im. Romana Turczynowicza w Warszawie. Występował w Teatrze Ziemi Mazowieckiej, w którym m.in. tańczył w balecie Kopciuszek. Wziął udział w gościnnych występach Teatru Bolszoj. Na początku lat 60. nauczył się grać na gitarze. Jako nastolatek kilkukrotnie zmieniał szkoły, uczył się m.in. w Technikum Elektrycznym w Warszawie i Technikum przy Zakładach Wytwórczych Lamp Elektrycznych im. Róży Luksemburg, w których pracował w prototypowni i należał do zakładowej orkiestry symfonicznej. Ukończył XXXIII Liceum Ogólnokształcące im. Mikołaja Kopernika w Warszawie.
Grał na tamburynie podczas koncertów zespołu Tajfuny. Pod koniec 1965 dołączył jako wokalista do bigbitowego zespołu Dzikusy, z którym w 1966 – pod pseudonimem Daniel Dan – wystąpił na 1. Radiowej Giełdzie Piosenki i otrzymał wyróżnienie w finale Wiosennego Festiwalu Muzyki Nastolatków, po czym wyruszył w ogólnokrajową trasę koncertową. Niedługo po występie w Radiowej Giełdzie Piosenki dostał zaproszenie do udziału w nagraniach w studiu Polskiego Radia, w którym w lutym 1966 nagrał piosenkę „Na dobre i złe”.

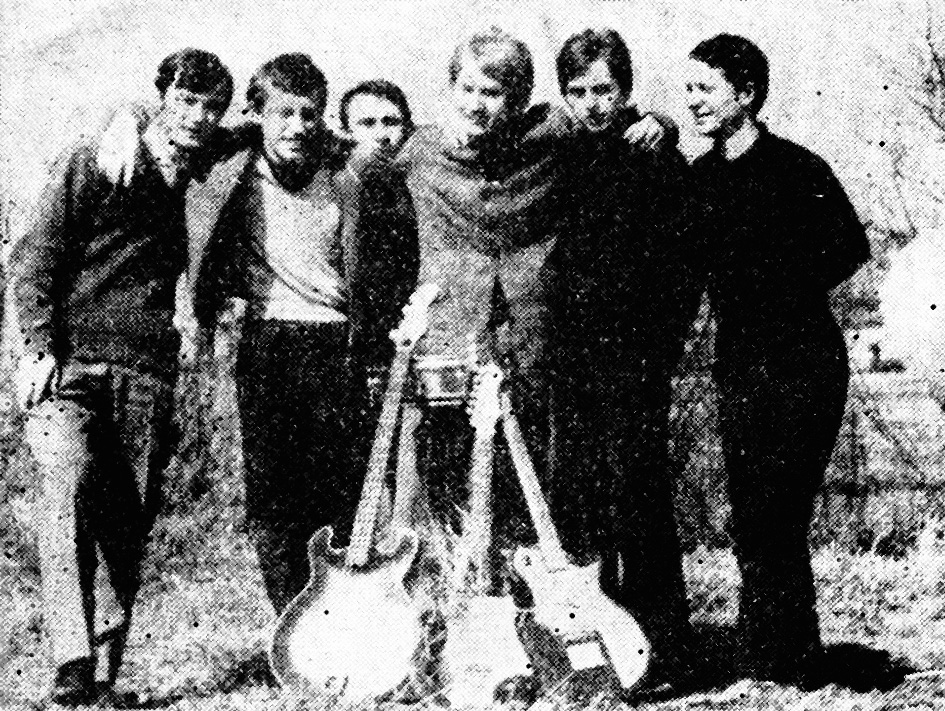
Woźniak (pierwszy z prawej) w zespole Dzikusy (1966)

Na początku 1967 został wokalistą zespołu Czterech, z którym dokonał nagrań dla Programu III Polskiego Radia – zarejestrował wiersze Juliana Tuwima: „Garbus”, „Balladę o umarłej nadziei” i „Kamienice”, do których napisał muzykę. „Balladę…” zaśpiewał na 2. Festiwalu Artystycznym Młodzieży Akademickiej w Świnoujściu. Również w 1967 wystąpił z utworem „Tyle naszego co dziś” na Telewizyjnej Giełdzie Piosenki. W jednych w kolejnych wydań programu zwyciężył z balladą „Hej, Hanno”. Od jesieni 1967 do lata 1968 występował jako support podczas ogólnopolskiej trasy koncertowej zespołu Niebiesko-Czarni. W 1968 wystąpił z „Hej, Hanno” na 6. Krajowym Festiwalu Piosenki Polskiej w Opolu. W tym samym roku reprezentował Polskę na festiwalu w Soczi, na którym za utwór „To będzie syn” otrzymał drugą nagrodę w konkursie piosenki. Również w 1968 zajął drugie miejsce na 3. Festiwalu Artystycznym Młodzieży Akademickiej w Świnoujściu; na trzecim miejscu uplasowała się Zyta Kulczycka z piosenką autorstwa Woźniaka, który podczas występu akompaniował jej na gitarze. W sezonie 1968/1969 supportował Czesława Niemena i grupę Akwarele podczas ich trasy koncertowej po Polsce. W 1969 wystąpił kilkukrotnie na Telewizyjnej Giełdzie Piosenki, tym razem z utworami „Nie znasz barw wielu kwiatów” i „Chciałem zaśpiewać o miłości”. W tym okresie nawiązał współpracę z Jerzym Juliuszem Emirem, do którego tekstów pisał muzykę. Występował w zespole Rodzina Wojciechowskiego. Następnie przez cztery lata współpracował z Bolesławem Krasuskim, z którym zrealizował m.in. telewizyjne programy Ballady Świąteczne (wyemitowany w Telewizyjnym Ekranie Młodych) i Alibabki Show, a także zagrał telewizyjne koncerty w Niemczech i Brukseli oraz odbył trasy komcertowe po Rosji i Bułgarii.
Jesienią 1971 nagrał i wydał autorski utwór „Smak i zapach pomarańczy”, który stał się radiowym przebojem. W październiku i listopadzie tego samego roku nagrał materiał na swój pierwszy album długogrający, zatytułowany po prostu Tadeusz Woźniak i wydany w 1972. Na płycie umieścił m.in. utwór „Zegarmistrz światła”, za którego wykonanie otrzymał nagrodę główną (ex aequo z utworem „Jej portret” w wykonaniu Bogusława Meca) na 10. KFPP w Opolu w 1972. Piosenka stała się kolejnym przebojem w dorobku Woźniaka.
W latach 70. zajął się komponowaniem muzyki do przedstawień teatralnych. Skomponował muzykę do spektaklu Motyle są wolne (1973) w reż. Jana Machulskiego. W 1974 wydał album pt. Odcień ciszy i opracował spektakl poetycko-muzyczny o tym samym tytule, który został wystawiony w Teatrze Polskim w Poznaniu. W tym teatrze pracował także jako kompozytor muzyki do spektakli: Wesele (za co otrzymał nagrodę na Opolskich Konfrontacjach Teatralnych „Klasyka Polska”), Derby w pałacu, Horsztyński, Warszawianka, Mochnacki i Faust. Za muzykę do spektaklu Odprawa posłów greckich (reż. Andrzej Witkowski) w Teatrze Dramatycznym im. Aleksandra Węgierki w Białymstoku otrzymał nagrodę na Festiwalu Teatrów Polski Północnej w Toruniu. W drugiej połowie lat 70. został kierownikiem muzycznym Teatru Dramatycznego im. Jerzego Szaniawskiego w Wałbrzychu, w którym napisał muzykę m.in. do spektakli Lato Muminków (za pochodzącą z tego przedstawienia kołysankę otrzymał w 1979 nagrodę na 1. Festiwalu Sztuk Dziecięcych w Wałbrzychu) oraz Mistrz i Małgorzata w reżyserii Andrzeja Marii Marczewskiego. Następnie pracował jako kompozytor muzyki do spektakli w teatrach m.in. w Gdańsku, Toruniu, Kaliszu, Szczecinie, Gnieźnie, Krakowie i Płocku. Przygotował muzykę m.in. do spektaklu Antygona w Teatrze Ziemi Łódzkiej w 1980, inscenizacji tekstu Karola Wojtyły Promieniowanie ojcostwa w Teatrze Rozmaitości w Warszawie w 1983, sztuki Ballada i sonet w Teatrze im. Wojciecha Bogusławskiego w Kaliszu w 1983, spektaklu Punk, czyli ballady i sonet w Teatrze im. Stefana Jaracza w Olsztynie w 1986, przedstawienia muzycznego Bal w Operze w Teatrze Rozrywki w Chorzowie w 1987 i spektaklu Przygody Alicji w krainie dziwów w Teatrze Studyjnym w Łodzi w 1988. Na przełomie lat 80. i 90. był kierownikiem muzycznym Teatru Polskiego w Bydgoszczy.
Od 1989 ściśle współpracował z Jolantą Majchrzak-Woźniak przy swoich pracach teatralnych i filmowych, sesjach nagraniowych, koncertach i programach telewizyjnych, a także – przez dziewięć lat – prowadził z nią klub kulturalny przy Staromiejskim Domu Kultury w Warszawie. W 1991 wydał album pt. Zegarmistrz światła, na który swoje dawne przeboje z lat 60. i 70. w odświeżonych aranżacjach. W tym samym roku premierę kinową miał film animowany Ireneusza Czesnego i Ryszarda Szymczaka Filemon i przyjaciele, do którego napisał muzykę. W 1996 zagrał koncert w telewizyjnym programie muzycznym Tak, tak – to ptak, który został zarejestrowany i wydany w formie albumu o tym samym tytule. W 1997 przygotował muzykę do spektaklu dla dzieci Kubuś Puchatek, którą następnie wydał na płytach i kasetach. W 1998 napisał muzykę do spektaklu Dell’amore, który był wystawiany w Teatrze Polskim w Bydgoszczy, Teatrze Powszechnym w Łodzi i Teatrze Rampa w Warszawie, a materiał ze sztuki został wydany także na albumie studyjnym w 1999. W 1999 skomponował muzykę do przedstawienia impresaryjnego dla dzieci Bajka o smoki Obiboku, którą także wydał na płycie.

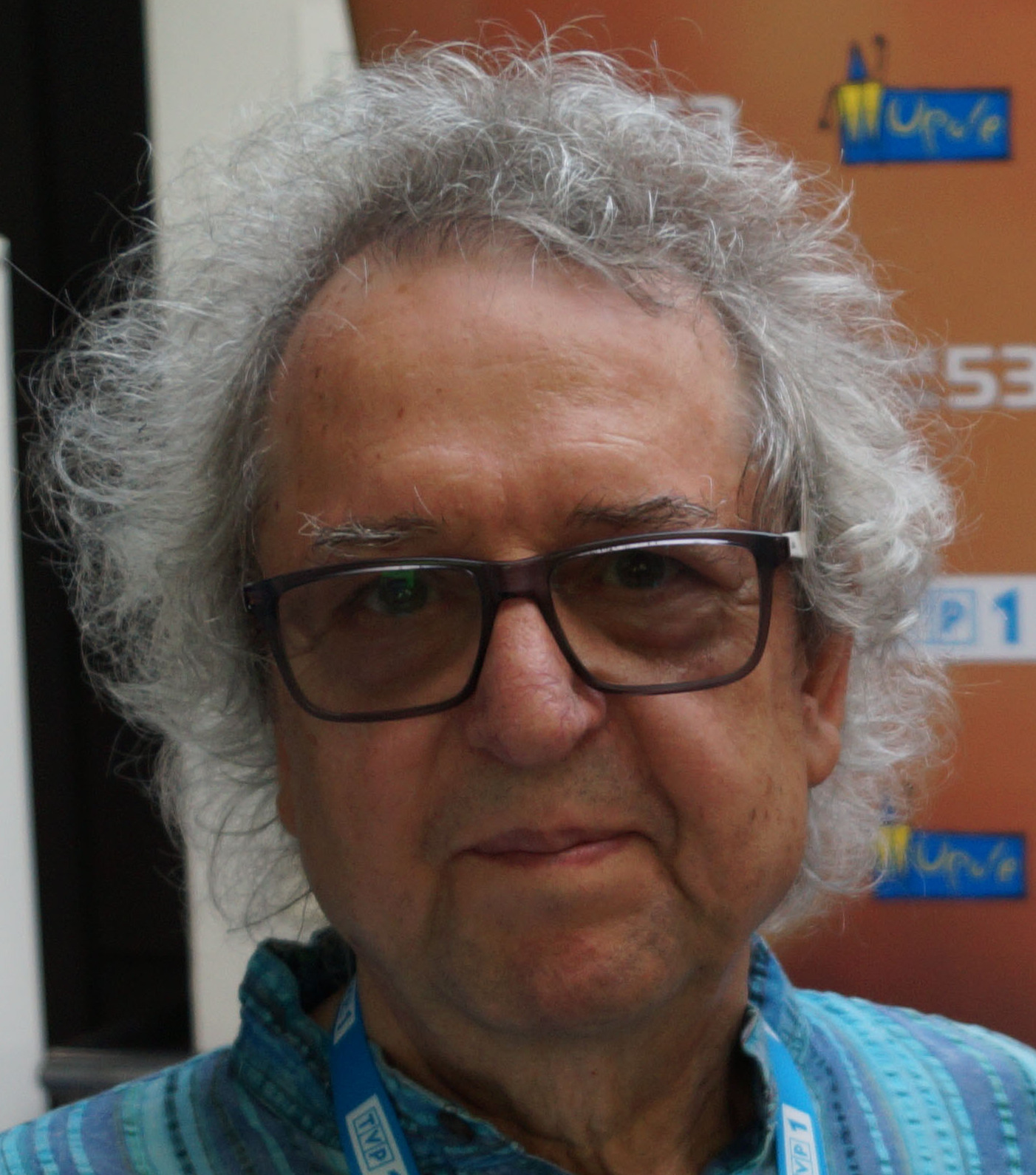
Woźniak (2016)

Współtworzył i nagrał piosenkę „Pośrodku świata” wykorzystaną w czołówce serialu Plebania (2000–2012). Napisał muzykę do filmów dokumentalnych: Stadion – największe targowiska Europy (1998) i Tadeusz Różewicz (2000) Andrzeja Sapii, Apteka pod Orłem (2006) Krzysztofa Miklaszewskiego oraz Chcę żyć (2014) Ewy Żmigrodzkiej i Krzysztofa Zwolińskiego. W 2003 wydał album pt. Ballady polskie, na której umieścił piosenki powstałe do tekstów m.in. Adama Mickiewicza, Juliusza Słowackiego i Bolesława Leśmiana. Za płytę otrzymał nominację do nagrody Fryderyka w kategorii album roku – muzyka poetycka. W 2011 wydał album koncertowy pt. Tadeusz Woźniak Live, który zarejestrował w studiu Radia Opole. W 2012 premierę miała zrekonstruowana wersja filmu Ryszarda Ordyńskiego Pan Tadeusz (1928), do której skomponował muzykę. W 2013 nagrał piosenkę „Mamela”, którą zadedykował swojemu synowi, Filipowi. Za film animowany Mamela (2013) otrzymał nagrodę specjalną za „artyzm dźwięku w formie dokumentalnej” na Festiwalu Form Dokumentalnych „Nurt” w Kielcach. W listopadzie 2015 wydał album pt. Ziemia, który promował teledyskiem do piosenki „A ty się, Ziemio, nie bój”. W 2016 z okazji 50-lecia kariery artystycznej zagrał koncert jubileuszowy w Muzycznym Studiu Polskiego Radia im. Agnieszki Osieckiej i wystąpił z utworem „Zegarmistrz światła” w koncercie „Grand Prix Publiczności – Złote Opole” na 53. KFPP w Opolu. W 2021 przekazał Bibliotece Narodowej swoje archiwum, na które złożyły się m.in. dokumenty osobiste, rękopisy, fotografie, nagrania, nagrody i dyplomy.

## Życie prywatne

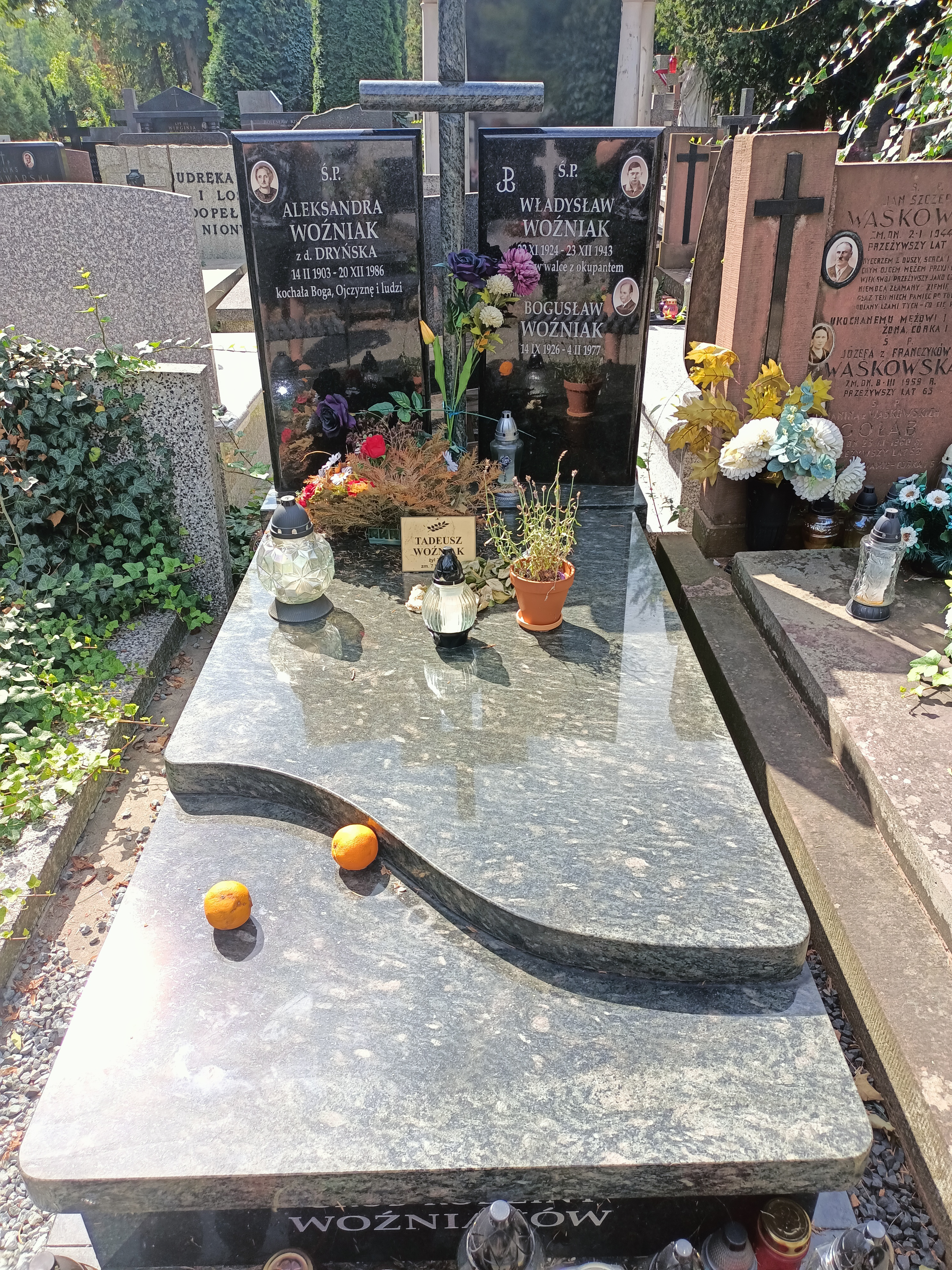
Grób Woźniaka na cmentarzu Wojskowym na Powązkach

W 1968 ożenił się z piosenkarką Zytą Kulczycką, z którą miał dwóch synów: Piotra (ur. 1968) i Mateusza (ur. 1974); małżonkowie rozstali się w połowie lat 80. po 18 latach związku. Następnie został mężem pianistki i piosenkarki Jolanty Majchrzak-Woźniak, z którą miał syna, Filipa (ur. 5 października 1996). Był także ojczymem Mariusza Jagody, syna z poprzedniego związku żony.
Deklarował się jako agnostyk – wierzył w istnienie sił wyższych, które mają wpływ na kształt świata. Jego pogrzeb miał charakter świeckiej ceremonii. Został pochowany na cmentarzu Wojskowym na Powązkach w Warszawie (kwatera A 34-1-5).

## Dyskografia
- 1968 Tadeusz Woźniak (EP, Muza N0548)
- 1970 Tadeusz Woźniak (EP, Muza N0615)
- 1972 Zegarmistrz światła (LP)
- 1973 Tadeusz Woźniak (EP, Muza N0723)
- 1974 Odcień ciszy (LP)
- 1978 Lato Muminków (2LP, Pronit SLP 4001-4002 / Wifon NK-536 a-b, różni wykonawcy)
- 1992 Zegarmistrz światła (CD, nowe wersje starych utworów)
- 1997 Tak, tak – to ptak (CD)
- 2000 Smak i zapach pomarańczy / Złota kolekcja (CD, kompilacja największych przebojów)
- 2003 Ballady polskie (CD)
- 2015 Ziemia (CD)

## Odznaczenia

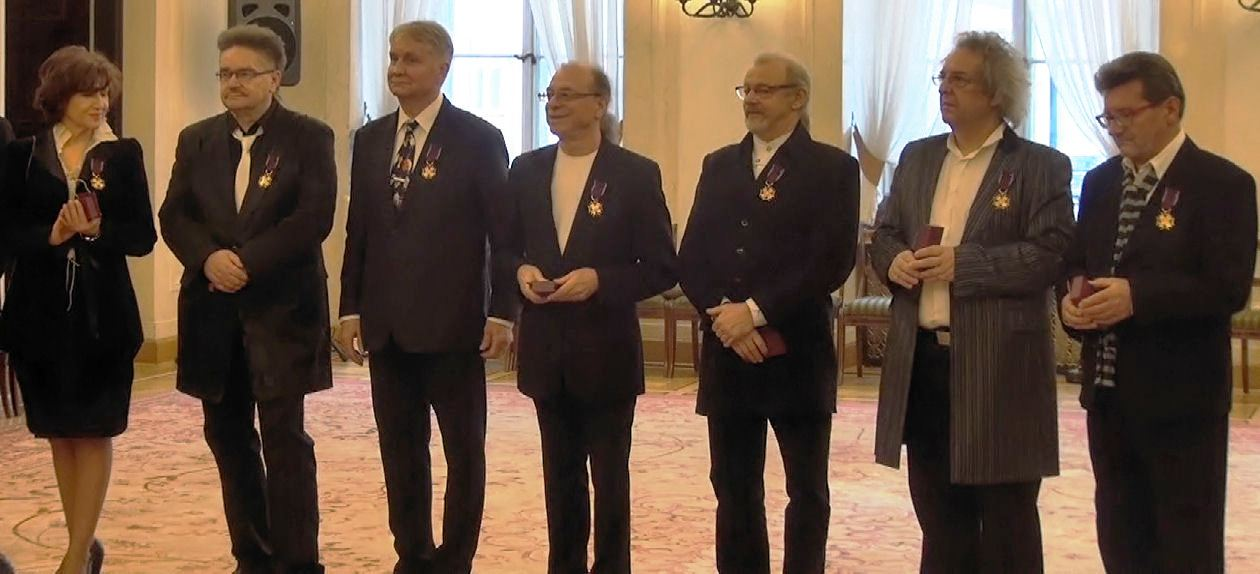
Woźniak ze Złotym Krzyżem Zasługi (2014)

- Złoty Krzyż Zasługi (11 kwietnia 2013)[66][67][68]
- Brązowy Medal „Zasłużony Kulturze Gloria Artis” (27 października 2005)[69]

## Nagrody
- 1972 – Nagroda Główna na X Festiwalu Piosenki Polskiej w Opolu za piosenkę Zegarmistrz światła
- 1976 – nagroda na II Opolskich Konfrontacjach Teatralnych za muzykę do inscenizacji Wesela Stanisława Wyspiańskiego w reżyserii R. Kordzińskiego w Teatrze Polskim w Poznaniu
- 1977 – nagroda na XIX Festiwalu Teatrów Polski Północnej w Toruniu za muzykę do przedstawienia Odprawa posłów greckich
- 1979 – nagroda na I Festiwalu Sztuk Dziecięcych w Wałbrzychu za kołysankę z przedstawienia Lato Muminków z Teatru Dramatycznego w Wałbrzychu
- 1983 – nagroda na Festiwalu Teatralnym Dramaturgii Rosyjskiej w Katowicach za muzykę do Mistrza i Małgorzaty Michaiła Bułhakowa w reż. Andrzeja Marii Marczewskiego
- 1994 – bydgoska „Złota Maska” za osiągnięcia w dziedzinie muzyki teatralnej[70]
- 2004 – Nagroda „Piękniejsza Polska” Prezydenta RP
- 2017 – Nagroda specjalna ZAiKS-u[71]
- 2020 – Nagroda im. Przemysława Gintrowskiego Za Wolność w Kulturze[72]